# Grejsdal
Grejsdal er en nordlig bydel til Vejle, beliggende 3 km nordøst for Vejle Centrum. Grejsdal ligger Hover Sogn og hører til Vejle Kommune. I bydelen findes Grejsdal Kirke, Grejsdal Skole og Grejsdalens Efterskole.